# 周之冕

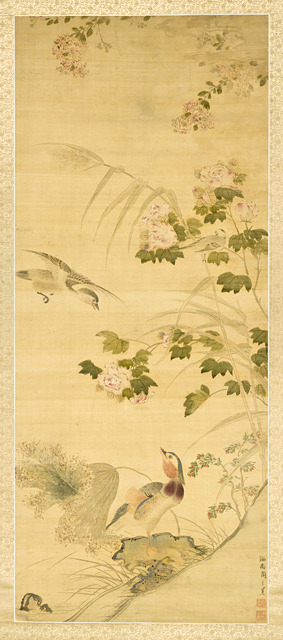
周之冕《花鸟图》（洛杉矶郡艺术博物馆藏）

周之冕（1521年—？），字服卿，號少谷，籍貫不詳，明代書畫家。

## 生平
周之冕本居江蘇東徐市，後遷寓郡中。冕以繪畫花卉最有神韻，設色鮮雅。冕又擅於注重家禽等雀鳥之飲、啄、飛、止之神態，故使其動筆每見繪物生動，生機一片盎然。
王弇州曾評價其畫作道：「寫花卉者，無如吳郡，吳郡自沈啟南之後，有陳道復、陸叔平，然道復妙而不真；叔平真而不妙，之冕能兼二子之長。」清朝政治人物張若靄亦得周之冕之遺風，參與《石渠寶笈》的編輯工作。

## 市场价值
周之冕 百花图卷 手卷 2010年成交价9072万。 周之冕 花卉 手卷 2010成交价190万。 均价125万一平尺。